# Orbital Space Plane Program

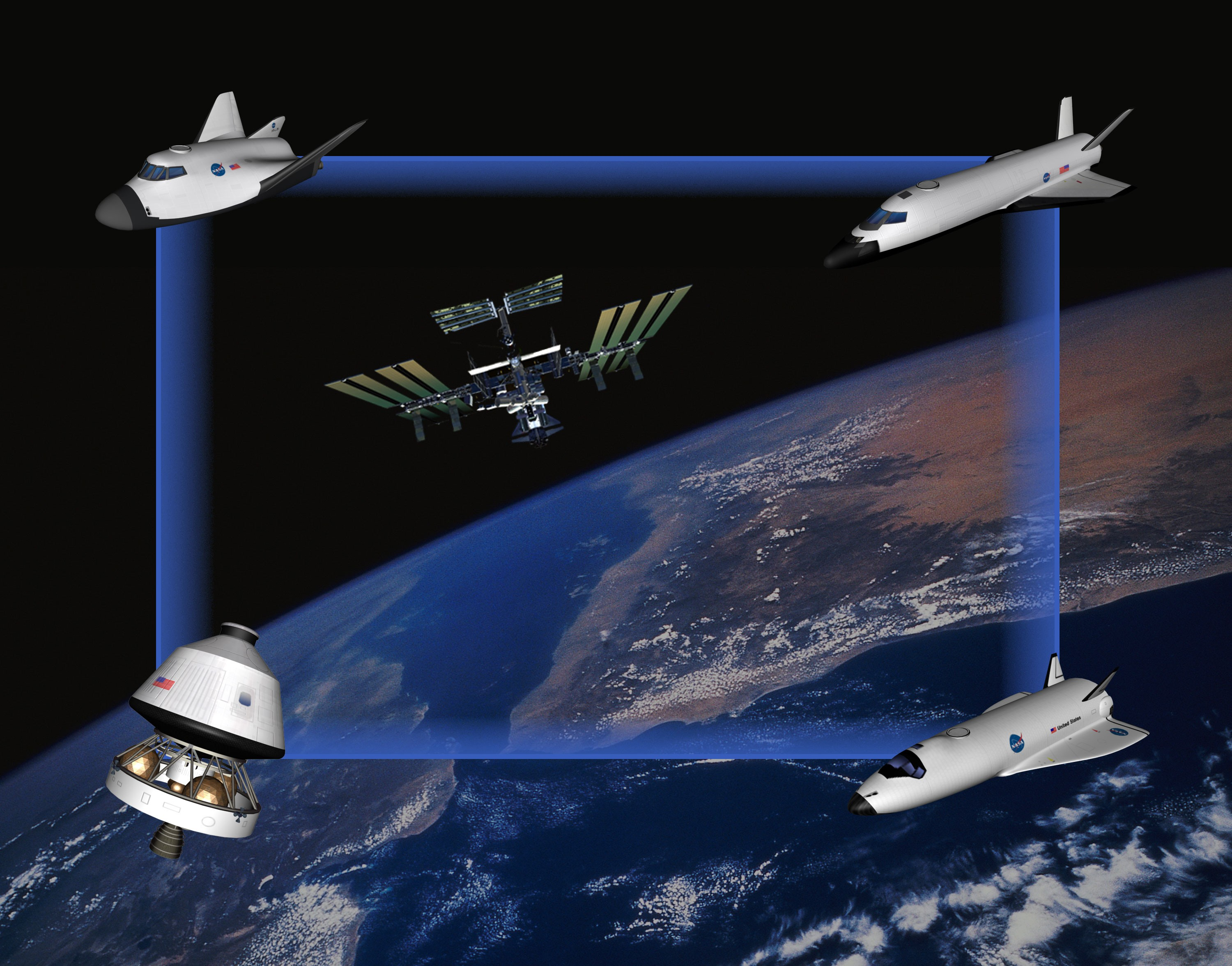
Koncepční kresba systému Orbital Space Plane

Orbital Space Plane Program byl koncept americké NASA z časných let po roce 2000, který měl za cíl splnění požadavků pro lety k Mezinárodní vesmírné stanici jako jsou záchrana posádky, doprava posádky na stanici a ze stanice nebo doprava nákladu na stanici. 
Po zahájení programu Constellation v roce 2004 přenesla NASA poznatky získané v tomto programu na vývoj nové lodě Crew Exploration Vehicle , dnes známé jako Orion, kapsle ve stylu lodi Apollo s odděleným modulem pro posádku a servisním modulem. 

## Původ
Počáteční plány počítaly s malou kosmickou lodí Assured Crew Return Vehicle (ACRV), která by posádce umožňovala nouzově opustit vesmírnou stanici. NASA X-38 byl prototypem takové kosmické lodi.  Po zrušení konceptu ACRV v roce 2002 měl program vést ke koncepci víceúčelovému raketoplánu Orbital Space Plane. 
První varianta tohoto plavidla počítala s primárním úkolem, kterým měla být případná záchrana posádky Mezinárodní vesmírné stanice. Tím byla nahrazena zrušená loď ACRV, která nebyla realizována kvůli rozpočtovým škrtům. Očekávalo se, že tato verze vstoupí do služby roku 2010. 

## Funkce
Budoucí verze Orbital Space Plane by byly vynášeny raketami z programu Evolved Expendable Launch Vehicle (EELV), tedy buď raketou Delta IV nebo raketou Atlas V. V plavidle by letěla posádka k vesmírné stanici. Předpokládalo se, že by Orbital Space Plane působily po boku raketoplánu Space Shuttle. V té době se totiž počítalo s provozem raketoplánů až do 30. let 21. století. Tedy se měly tyto dvě vesmírné lodě na vesmírné stanici vzájemně doplňovat. Velkou výhodou tohoto přístupu by byla možnost neustálého přístupu posádek do vesmíru, což bylo ilustrováno po havárii Columbia. 
Požadavky na Orbital Space Plane byly představeny v únoru 2003.  V březnu 2003 se začaly posuzovat plánované úkoly systému, aby bylo možné sjednotit design mezi NASA a zhotovitelem. 

## Přechod do programu CEV
Program Crew Exploration Vehicle začal na čtyřech skupinách konceptů zvažovaných pro fyzický návrh lodě samotné nebo její architektury. Konkrétně šlo o kapsli, zdvihací těleso, ostré tělo s křídly a tupé tělo s křídly. 
Po ztrátě raketoplánu Columbia bylo rozhodnuto, že design kapsle s odděleným únikovým systémem posádky je optimálním návrhem z hlediska bezpečnosti posádky. 

## Další součásti programu
Ostatní složky programu Orbital Space Plane byly X-37 a DART. 
Kosmická loď X-37 byla navržena tak, aby na ní bylo možné provést letové zkoušky postupujících technologií pro snížení rizika spojeného s opakovaně použitelnými systémy kosmických lodí, včetně Orbital Space Plane.
Demonstration for Autonomous Rendezvous Technology (DART) byl další letový demonstrátor určený k získání zkušeností s technologiemi potřebnými k lokalizaci a setkání s jinými kosmickými loděmi. Rusko tuto technologii ovládá již roky, ale pro NASA to byla technologická premiéra. Na palubě DART byly naváděcí senzory, s jejich pomocí měla družice vykonat sérii manévrů kolem vysloužilého satelitu. Nicméně po úspěšném startu došlo k neznámým problémům s naváděcím systémem, což způsobilo předčasné vyčerpání paliva a konec mise před provedením všech stanovených cílů.
V roce 2010 využila firma Orbital Sciences Corporation některé části projektu, na základě smlouvy mezi OSP a NASA, ke konstrukci kosmické lodě Prometheus, s níž se přihlásila do výběrového řízení o komerční dopravu lidských posádek do vesmíru Commercial Crew Development. 